# Paracallia giesberti
Paracallia giesberti är en skalbaggsart som beskrevs av Martins och Maria Helena M. Galileo 2006. Paracallia giesberti ingår i släktet Paracallia och familjen långhorningar. Inga underarter finns listade i Catalogue of Life.